# Perliste grudki prącia

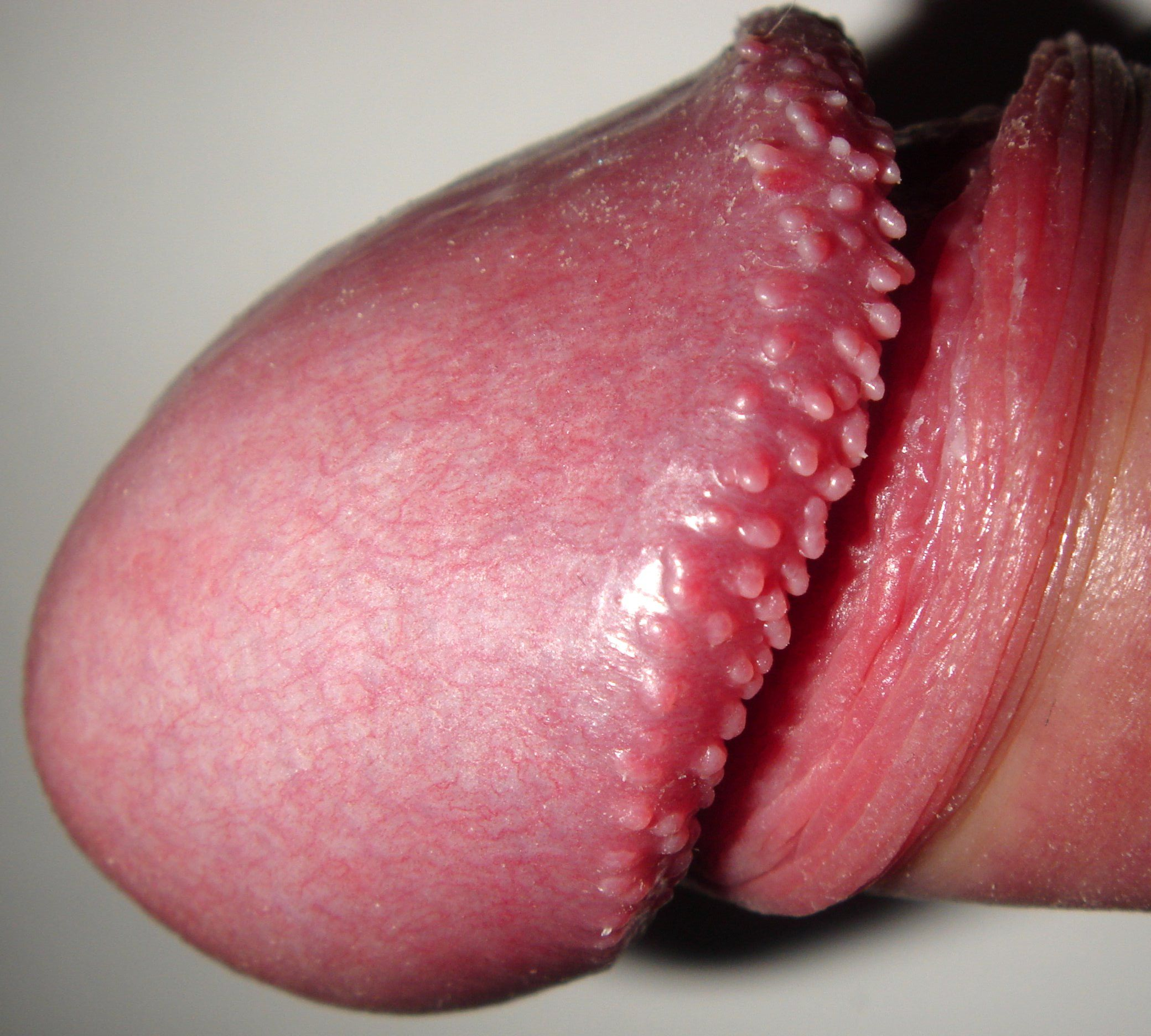
Bardzo wyraźnie zaznaczone perliste grudki prącia

Perliste grudki prącia (łac. papillomatosis coronae penis, ang. pearly penile papules, hirsutoid papillomas of the penis, PPP) – małe, kopulaste lub wydłużone (0,5–4 mm długości) grudki, koloru perłowocielistego, zlokalizowane na koronie żołędzi prącia i w rowku zażołędnym. Pojawiają się w okresie dojrzewania u kilku–kilkunastu procent zdrowych mężczyzn. Częściej spotykane są u mężczyzn nieobrzezanych. 

## Aspekt medyczny
Perliste grudki prącia nie są procesem chorobowym, zatem nie wymagają leczenia. Jeśli stanowią dla pacjenta defekt kosmetyczny, można je usunąć chirurgicznie. Opisywano też skuteczność leczenia laserem CO2.